# მ
Man (მან), este cea de-a douăsprezecea literă a alfabetului georgian.

## Transliterație
| Literă | Nume | Național | ISO 9984 | Laz | IPA |
| ------ | ---- | -------- | -------- | --- | --- |
| მ      | man  | M m      | M m      | M m | /m/ |

## Forme
| asomtavruli | nuskhuri | mkhedruli |
| ----------- | -------- | --------- |
|             |          |           |

## Reprezentare în Unicode
- Asomtavruli Ⴋ : U+10AB
- Mkhedruli și Nuskhuri მ : U+10DB